# Ctenucha lativitta
Ctenucha lativitta là một loài bướm đêm thuộc phân họ Arctiinae, họ Erebidae.